# Daktari
Daktari ("Doctor", en lengua suajili) es una serie de televisión estadounidense, infantil y de aventuras, que fue emitida a través de la red de televisión CBS entre 1966 y 1969, una producción de Ivan Tors Films, en asociación con MGM Television, estuvo protagonizada por Marshall Thompson como el Dr. Marsh Tracy, un veterinario en el ficticio «Centro de Estudios de Comportamiento Animal, Wamerú», en el este de África.

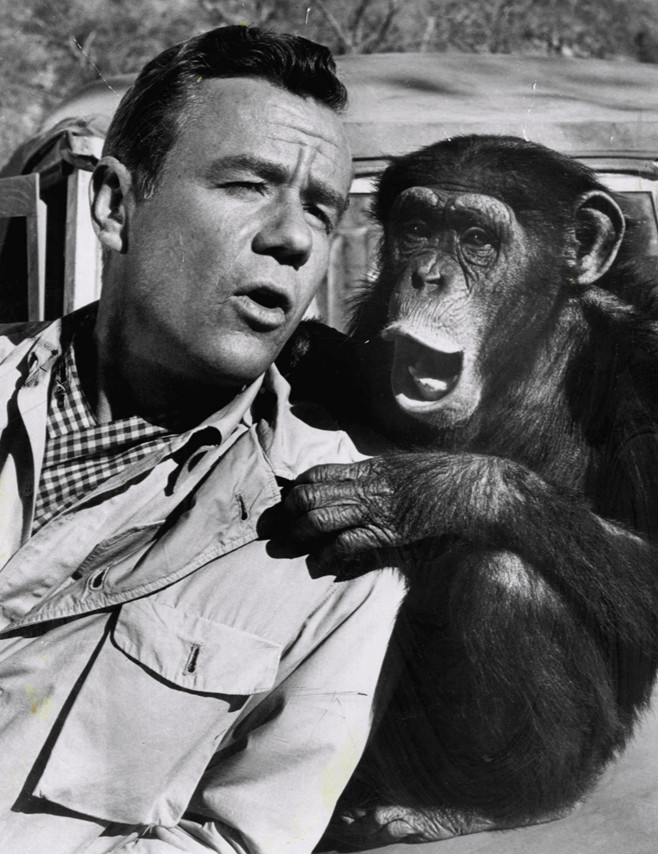
Marshall Thompson y Judy, en Daktari en 1966.

## Conceptos de la serie

### El argumento
La serie representa una gran aventura en el corazón de África. Sigue el trabajo de un veterinario, el Dr. Marsh Tracy, a quien los nativos llamaban «daktari», que ejerce su profesión estudiando los animales de la región en el campamento «wamerú», donde es ayudado por su hija Paula (Cheryl Miller), sus colaboradores, Jack Dane (Yale Summers) y Mike, un nativo (Hari Rhodes); ocasionalmente aparecía el oficial Hedley, un guardián británico (interpretado por Hedley Mattingly), quienes con frecuencia debían enfrentarse a distintas peripecias, no sólo con los riesgos de la selva como ataques de animales salvajes u otros, sino también tenían que lidiar con eventuales tribus hostiles, con plagas endémicas de la región inhóspita y con los funcionarios locales. Al mismo tiempo debían proteger a los animales de todo tipo de peligro, principalmente luchar contra los cazadores furtivos. 
En la última temporada de la serie, la estrella infantil Erin Moran se unió al elenco como Jenny Jones, una huérfana de siete años de edad, que se convirtió en parte de la familia Tracy.

### Las mascotas

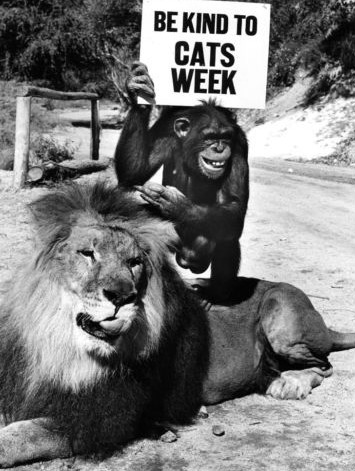
Clarence y Judy, en Daktari en 1967.

Las mascotas de Daktari, un león bizco llamado Clarence y una chimpancé llamada Judy, ocuparon un lugar de atracciones estelares en toda la serie, pues mientras transcurría la historia principal, a veces ellas mantenían su propia trama de andanzas, enredos cómicos y graciosas travesuras, con lo que dieron a la serie una gran dosis de ternura, humor y simpatía, así Clarence y Judy se transformaron en personajes muy populares.
En la serie, Clarence no hizo todas las escenas peligrosas, tenía un sustituto. Leo, otro león entrenado por Ralph Helfer, reemplazaba a Clarence cada vez que había escenas con camiones, ya que Clarence se asustaba al ver estos vehículos. Leo incluso tenía su propia maquilladora, quien le aplicaba una caracterización cosmética como si fuese Clarence, por lo que se asemejaba a este cuando era fotografiado en primeros planos. 
Un tercer león, menos amigable, también llamado Leo, proveniente de una familia de Utah, doblaba a Clarence en otro tipo de escenas. Únicamente se lo utilizó para las escenas en las que debía emitir rugidos, mostrar ferocidad y escenas generales que no implicaban proximidad con los seres humanos. 
Judy la chimpancé, además representó a la mascota espacial "Debbie, el Bloop", en la serie Perdidos en el espacio.

### Antecedentes
Daktari estuvo basada en la película Clarence, el león bizco, también protagonizada por Marshall Thompson, como el Dr. Tracy, y por Cheryl Miller, como su hija. La idea fue desarrollada por el productor Ivan Tors, inspirado en el trabajo del doctor Antonie Marinus Harthoorn y su esposa Sue en su orfanato de animales en Nairobi. El doctor Harthoorn fue un incansable defensor de los derechos de los animales, y con su equipo de investigación desarrolló el arma de captura utilizada para sedar a los animales, con el fin de capturarlos sin producirles lesiones.[cita requerida]

## Elenco
- Marshall Thompson .... Dr. Marsh Tracy †
- Cheryl Miller .... Paula Tracy
- Hedley Mattingly .... El oficial de distrito Hedley †
- Hari Rhodes .... Mike Makula †
- Yale Summers .... Jack Dane (1966–1968) †
- Ross Hagen .... Bart Jason (1968–1969)
- Erin Moran .... Jenny Jones (1968–1969) †
- Judy, la chimpancé .... Judy †
- Clarence, el león .... Clarence †

## Estrellas invitadas
Algunas de las estrellas invitadas notables a través de los años incluyeron a Louis Gossett Jr., Sterling Holloway, Virginia Mayo y Paul Winfield. El oso Bruno también apareció como estrella invitada, antes de convertirse en un oso importante, actuando el papel protagónico en la posterior serie de Ivan Tors, Gentle Ben (El amable Ben).

## La producción del programa

### Lugares de filmación
De acuerdo a los títulos finales del programa, fue filmado en África (continente) y en el parque de animales "Africa USA", un rancho de animales salvajes de 2,4 km² (600 acres) creado por los entrenadores de animales Ralph y Toni Helfer en Soledad Canyon (Cañón Soledad), 64 km (40 millas) al norte de Los Ángeles. Ralph Helfer fue el coordinador de animales de la serie. Leonard B. Kaufman, el productor, escribió en “comentarios para Daktari, de Shelly Manne”, que filmó la serie en una ubicación cerca de un rancho que fue propiedad de Antonio Pintos padre, en Mozambique. De hecho, las escenas al aire libre con participación de actores se filmaron en el complejo "Africa USA", en California, con imágenes de paisajes africanos y los animales en el medio para obtener y sentir el aspecto africano. Sin embargo, algunos de los animales que se muestran no concordaban con la ubicación geográfica, un tigre (no nativo de África) aparece en la escena de los títulos iniciales del programa, así como un elefante indio. 
Otras escenas de interiores y algunas de exteriores del hospital de animales se rodaron en los estudios de Ivan Tors en Florida.[cita requerida]

### La música
El programa tenía un tema distintivo y música accesoria, una fusión de jazz con influencia de música africana, creada e interpretada por el baterista de jazz estadounidense Shelly Manne. 
En la producción de los temas Manne se unió con los percusionistas Emil Richards, Larry Bunker, Frank Carlson y Victor Feldman, con quienes ejecutaron instrumentos exóticos como, jingles (platillos metálicos) de tobillo y muñeca, órganos de boca de Tailandia, angklungs (instrumento de percusión de Indonesia), ocarinas, vibráfonos, timbales y diferentes tipos de marimbas. El pianista de jazz Mike Wofford tocó un "tack piano"  (piano con tachuelas) para evocar un sonido africano.

### Los vehículos
La serie presentaba varios vehículos Land Rover de tracción en las cuatro ruedas, y una camioneta Jeep Gladiador pintada con rayas de cebra, el cual fue un ícono del programa.
- La empresa "Corgi Toys" [7] (Juguetes Corgi) produjo una versión de juguete de un Land Rover con rayas de cebra verde y negro, disponible en varios juegos de acción.

## Lanzamientos  de DVD
Warner Bros. editó las cuatro temporadas en DVD, por medio de su división Colección de Archivo Warner.